# Rated R
Rated R (soms alleen R of Restricted) is een album van de Queens of the Stone Age uitgebracht op 6 juni 2000.

## Ontvangst
Het album werd goed ontvangen en kreeg over het algemeen goede kritieken. Het album werd tot album van het jaar 2000 gekozen door de bladen NME en Metal Hammer.

## Tracklist
1. Feel Good Hit Of The Summer (2:43)
2. The Lost Art Of Keeping A Secret (3:36)
3. Leg Of Lamb (2:49)
4. Auto Pilot (4:01)
5. Better Living Through Chemistry (5:48)
6. Monsters In The Parasol (3:28)
7. Quick And To The Pointless (1:42)
8. In The Fade (3:51)
Verborgen track (een reprise van de Feel Good Hit Of The Summer)
9. Tension Head (2:53)
10. Lightning Song (2:08)
11. I Think I Lost My Headache (8:40)

- Het nummer Tension Head is een cover van het nummer 13th Floor van het album Cocaine Rodeo van de band Mondo Generator.